# David Garrick

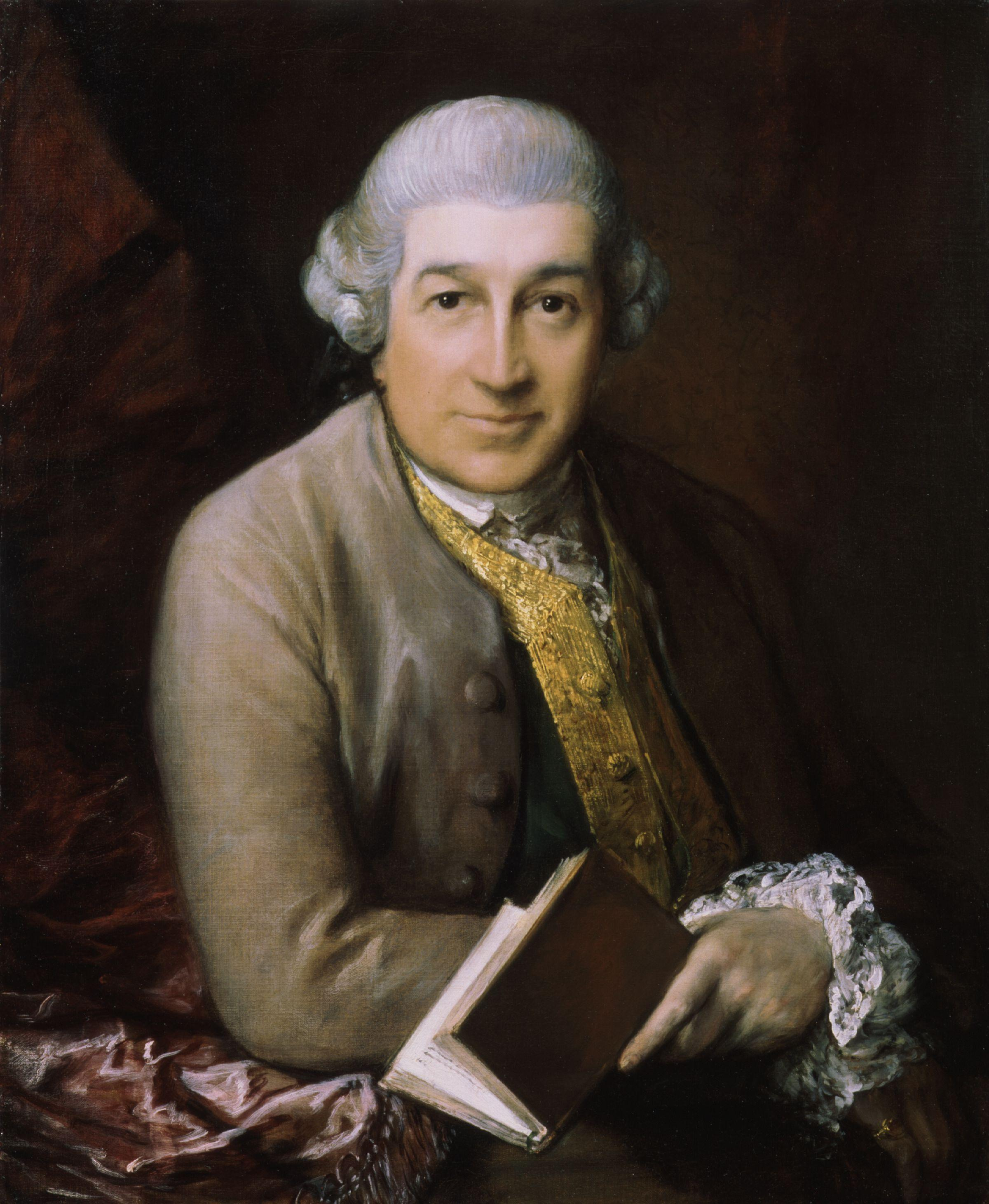
David Garrick

David Garrick (Hereford, Herefordshire, 19 de febrer de 1717 - Londres, 20 de gener de 1779), actor i dramaturg anglès, considerat una de les principals figures del teatre del segle xviii.